# 第11近衛空中突擊旅
第11近衛空中突擊旅（俄语：11-я отдельная гвардейская десантно-штурмовая бригада）是苏联以及之后俄羅斯聯邦武裝部隊空降部隊的组成部分，目前常驻地是布里亞特共和國烏蘭烏德。因此也会被称为布里亚特伞兵。

## 历史[1][2]
1968年8月1日， 第11近衛空中突擊旅在西伯利亚赤塔州莫戈恰成立。
1968年11月，在伊爾庫茨克州下烏丁斯克市，以第52摩步師2個摩步營為基礎，組成了第618和619獨立空中突擊營，在莫戈奇市組成了第284獨立空中突擊營。
1971年7月，根據北方軍總參謀部指示，該旅改名為第11近衛空中突擊旅。
1981年至1987年第307和329直升機團的飛行員參與了阿富汗作戰行動。
1990年6月1日，跨貝加爾軍區第11獨立空降突擊旅劃歸空降兵，改編為第11獨立空降旅（部队番号32364）。
1992年11月，該旅遷往布里亞特共和國烏蘭烏德市索斯諾維博爾村。
1993年5月，第11空降旅被調往布里亞特共和國烏蘭烏德。
1995年12月至1996年1月，該旅隸屬跨貝加爾軍區司令部。
2011年8月24日，俄羅斯總統德米特里·梅德維傑夫在布里亞特授予東部軍區第11獨立突擊旅戰旗。
2013年12月1日，該旅從東部軍區第36合成集團軍撤出，與第56、第83空中突擊旅一起編入空降兵部隊。
2015年3月25日，根據俄羅斯聯邦總統第159號命令，該旅被授予《近卫》榮譽名稱。 
2024年4月，开始参与恰西夫亞爾戰役。

## 组成
- 师部；
- BMD傘兵營；
- 第 1 空降突擊營；
- 第 2 空降突擊營；
- 榴彈砲砲兵師；
- 防空飛彈砲兵連；
- 反坦克飛彈連；
- 偵察營；
- 特种连；
- 狙擊手步槍連；
- 通信连；
- 工程和工兵连；
- 兩棲支援連；
- 核化學生物防護排；
- 維修连；
- 物資保障连；
- 醫療连；
- 排長；
- 坦克連

## 参与战争
- 叙利亚内战[4]
- 俄乌战争，初期主攻赫尔松方向。